# Christine Amongin Aporu
Christine Hellen Amongin Aporu là một nhà giáo dục và chính trị gia người Uganda. Bà từng là Bộ trưởng Bộ Các vấn đề về Teso trong Văn phòng Thủ tướng tại Nội các của Uganda. Bà được bổ nhiệm vào vị trí đó vào ngày 27 tháng 5 năm 2011  Bà đại diện cho quận Kumi trong Quốc hội với tư cách là đại diện của phụ nữ 
Aporu sinh ra ở quận Kumi vào ngày 22 tháng 5 năm 1958. Bà học trường tiểu học Nabuyanga và trường trung học Soroti, sau đó học tại Đại học Sư phạm St. Aactsius, ở quận Ngora, tốt nghiệp với Chứng chỉ giảng dạy cấp III, năm 1979. Năm 1986, bà tốt nghiệp Học viện Giáo dục Kyambogo, hiện là một phần của Đại học Kyambogo, với Văn bằng Giáo dục. Aporu có bằng Cử nhân Giáo dục, lấy từ Đại học Makerere năm 1996, và sau đó có bằng tốt nghiệp sau đại học về Quản lý từ Học viện Quản lý Uganda (UMI), được trao năm 2005. Bà được trao bằng thạc sĩ Quản lý nguồn nhân lực tại UMI năm 2009.

## Nghề nghiệp
Amongin Aporu bắt đầu sự nghiệp với tư cách là một giáo viên tiểu học vào năm 1980, phục vụ trong cương vị đó cho đến năm 1984. Sau khi tốt nghiệp ITEK năm 1986, bà trở thành giảng viên tại một trường cao đẳng đào tạo giáo viên, phục vụ trong cương vị đó cho đến năm 1996. Aporu lần đầu tiên được bầu làm đại diện cho quận Kumi vào năm 1996. Từ năm 2001 đến 2006, Aporu là Bộ trưởng Nhà nước. Bà là thành viên của Đội Tái định cư xuất ngũ của Ủy ban Ân xá, sau sự ra đi của LRA trả lại đất cho Uganda. Sau cuộc bầu cử quốc gia năm 2011, bà được bổ nhiệm làm Bộ trưởng Bộ Ngoại giao.